# Tis (Repubblica Ceca)
Tis è un comune della Repubblica Ceca facente parte del distretto di Havlíčkův Brod, nella regione di Vysočina.